# Koba LaD

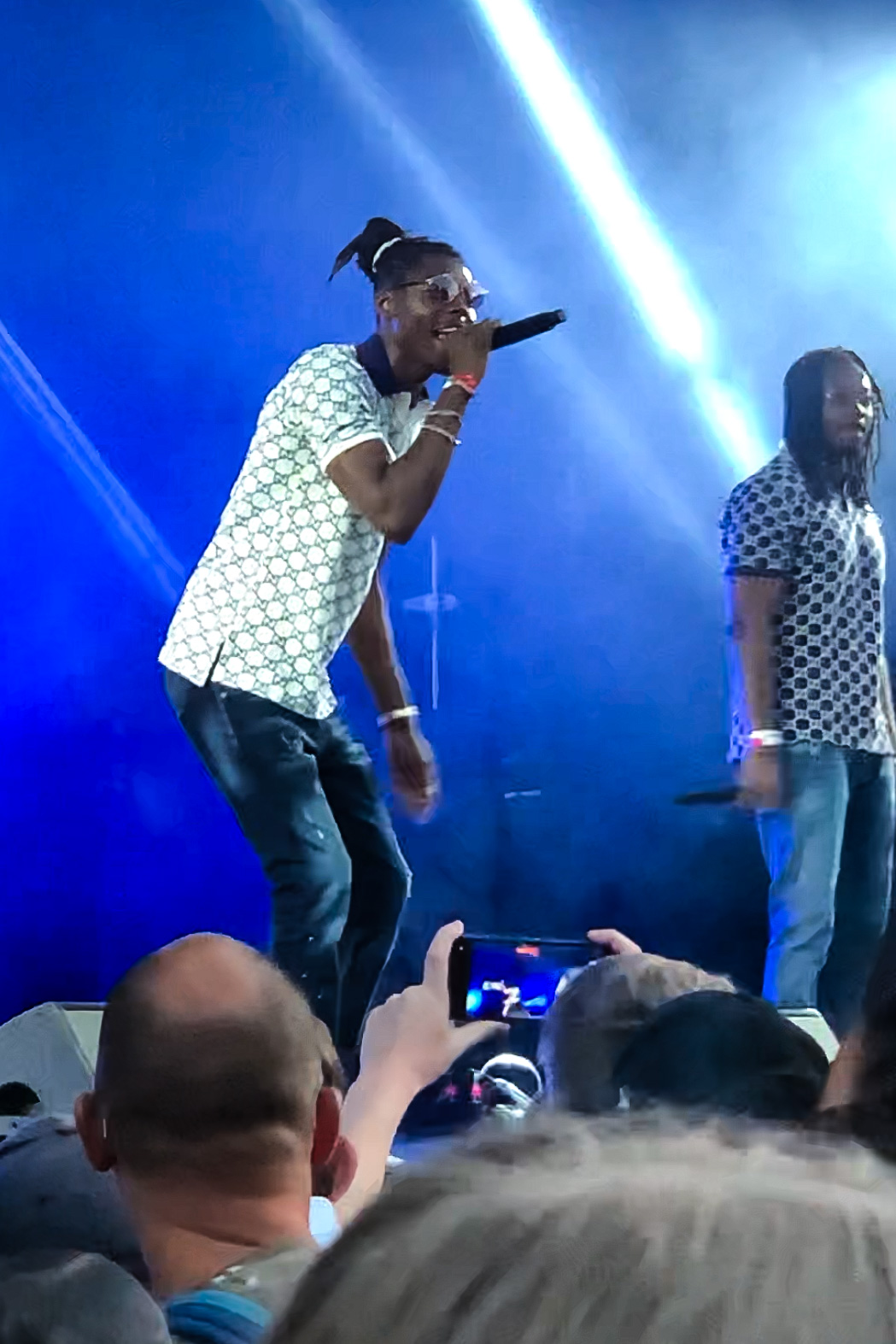
Koba LaD, 2022

Koba LaD (* 3. April 2000 in Saint-Denis; bürgerlich Marcel Junior Loutarila) ist ein französischer Rapper. Mit insgesamt über 3 Millionen monatlichen Hörern und berühmten Alben, wie Frères Ennemies, COLIS, Cartel: Volume 1& 2, ist Koba LaD ein berühmter französischer Strassenrapper. Er wuchs im Viertel Parc aux Lièvres in Évry auf – genau dort, wo auch andere Rap‑Talente wie Bolémvn herkommen. Dort lernte er auch seine heutigen Singkünste.Der Künstlername „Koba“ leitet sich von der Figur aus der "Planet der Affen"-Reihe ab; „LaD“ steht für la débrouille, la détaille, la défonce ( Durchkämpfen, Deal machen) 

## Leben
Koba LaD wurde 2000 in Saint-Denis geboren. Seine Eltern stammen aus der Republik Kongo. Er hat zehn Geschwister.
Mit 15 Jahren begann er, sich für Rap zu interessieren.

## Karriere
2018 veröffentlichte er sein Debütalbum VII, mit dem er es bis in die Top 10 der französischen Charts schaffte.

## Diskografie

### Alben
| Jahr | Titel Musiklabel                          | Höchstplatzierung, Gesamtwochen, AuszeichnungChartplatzierungen (Jahr, Titel, Musiklabel, Platzierungen, Wochen, Auszeichnungen, Anmerkungen) | Höchstplatzierung, Gesamtwochen, AuszeichnungChartplatzierungen (Jahr, Titel, Musiklabel, Platzierungen, Wochen, Auszeichnungen, Anmerkungen) | Höchstplatzierung, Gesamtwochen, AuszeichnungChartplatzierungen (Jahr, Titel, Musiklabel, Platzierungen, Wochen, Auszeichnungen, Anmerkungen) | Anmerkungen                                    | [↑]: gemeinsam behandelt mit vorhergehendem Eintrag; [←]: in beiden Charts platziert |
| Jahr | Titel Musiklabel                          | FR | BEW | CH | Anmerkungen                                    |                                                                                      |
| ---- | ----------------------------------------- | --- | --- | --- | ---------------------------------------------- | ------------------------------------------------------------------------------------ |
| 2018 | Ténébreux Capitol Records (UMG)           | FR82 (22 Wo.)FR | — | — | Erstveröffentlichung: 11. Mai 2018 EP          |                                                                                      |
| 2018 | VII Capitol Music (UMG)                   | FR3 Platin · (84 Wo.)FR | BEW2 (81 Wo.)BEW | CH20 (3 Wo.)CH | Erstveröffentlichung: 28. September 2018       |                                                                                      |
| 2019 | L’affranchi Capitol Music (UMG)           | FR3 ×2Doppelplatin · (118 Wo.)FR | BEW6 (85 Wo.)BEW | CH13 (6 Wo.)CH | Erstveröffentlichung: 19. April 2019           |                                                                                      |
| 2020 | Détail Grinta Records (UMG)               | FR3 Platin · (69 Wo.)FR | BEW4 (49 Wo.)BEW | CH12 (4 Wo.)CH | Erstveröffentlichung: 23. Oktober 2020         |                                                                                      |
| 2021 | Cartel: vol. 1 Grinta Records (UMG)       | FR9 Platin · (115 Wo.)FR | BEW8 (23 Wo.)BEW | CH55 (1 Wo.)CH | Erstveröffentlichung: 17. Juni 2021            |                                                                                      |
| 2021 | Cartel: Volume 1 & 2 Grinta Records (UMG) | FR37 (12 Wo.)FR[BEW: ↑][CH: ↑] | BEW8 (23 Wo.)BEW | CH55 (1 Wo.)CH | Erstveröffentlichung: 10. Dezember 2021        |                                                                                      |
| 2024 | Frères ennemis BMF / Truth Records (SME)  | FR1 Gold · (46 Wo.)FR | BEW2 (32 Wo.)BEW | CH3 (3 Wo.)CH | Erstveröffentlichung: 26. Januar 2024 mit Zola |                                                                                      |

### Singles
| Jahr | Titel Album                                               | Höchstplatzierung, Gesamtwochen, AuszeichnungChartplatzierungen (Jahr, Titel, Album, Platzierungen, Wochen, Auszeichnungen, Anmerkungen) | Höchstplatzierung, Gesamtwochen, AuszeichnungChartplatzierungen (Jahr, Titel, Album, Platzierungen, Wochen, Auszeichnungen, Anmerkungen) | Höchstplatzierung, Gesamtwochen, AuszeichnungChartplatzierungen (Jahr, Titel, Album, Platzierungen, Wochen, Auszeichnungen, Anmerkungen) | Anmerkungen                                                    |
| Jahr | Titel Album                                               | FR | BEW | CH | Anmerkungen                                                    |
| --- | --------------------------------------------------------- | --- | --- | --- | -------------------------------------------------------------- |
| 2017 | Ténébreux #1 Ténébreux                                    | FR84 Diamant · (10 Wo.)FR | — | — | Erstveröffentlichung: 1. Dezember 2017                         |
| 2018 | Train de vie VII                                          | FR8 Diamant · (37 Wo.)FR | BEW41 (2 Wo.)BEW | — | Erstveröffentlichung: 29. Juni 2018                            |
| 2018 | J’encaisse –                                              | FR114 (2 Wo.)FR | — | — | Erstveröffentlichung: 19. Juli 2018                            |
| 2018 | La C VII                                                  | FR5 Diamant · (24 Wo.)FR | BEW49 (1 Wo.)BEW | — | Erstveröffentlichung: 16. August 2018                          |
| 2018 | Oyé VII                                                   | FR24 (7 Wo.)FR | — | — | Erstveröffentlichung: 13. September 2018                       |
| 2019 | FeFe –                                                    | FR29 Gold · (7 Wo.)FR | — | — | Erstveröffentlichung: 29. Januar 2019                          |
| 2019 | Aventador –                                               | FR26 Gold · (7 Wo.)FR | — | — | Erstveröffentlichung: 14. Februar 2019                         |
| 2019 | R44 –                                                     | FR34 (4 Wo.)FR | — | — | Erstveröffentlichung: 7. März 2019                             |
| 2019 | Cellophané L’affranchi                                    | FR36 Platin · (21 Wo.)FR | — | — | Erstveröffentlichung: 21. März 2019                            |
| 2019 | RR 9.1 L’affranchi                                        | FR3 Diamant · (45 Wo.)FR | BEW25 Gold · (14 Wo.)BEW | CH75 (1 Wo.)CH | Erstveröffentlichung: 19. April 2019 feat. Niska               |
| 2019 | Matin L’affranchi                                         | FR23 Platin · (26 Wo.)FR | — | — | Erstveröffentlichung: 28. Juni 2019 feat. Maes                 |
| 2019 | Four L’affranchi (Deluxe)                                 | FR26 (7 Wo.)FR | — | — | Erstveröffentlichung: 22. August 2019                          |
| 2019 | Sankhara #4 (Chic) –                                      | FR39 Gold · (12 Wo.)FR | — | — | Erstveröffentlichung: 12. September 2019 mit Bolémvn           |
| 2019 | Marie L’affranchi (Deluxe)                                | FR16 Platin · (22 Wo.)FR | — | — | Erstveröffentlichung: 11. Oktober 2019                         |
| 2019 | Mortel L’affranchi (Deluxe)                               | FR15 Gold · (13 Wo.)FR | — | — | Erstveröffentlichung: 20. November 2019                        |
| 2020 | Ça ira mieux demain –                                     | FR15 Gold · (6 Wo.)FR | — | — | Erstveröffentlichung: 26. März 2020                            |
| 2020 | Laisse tomber Détail                                      | FR55 (4 Wo.)FR | — | — | Erstveröffentlichung: 2. Juli 2020                             |
| 2020 | Ohlolo Détail                                             | FR46 (3 Wo.)FR | — | — | Erstveröffentlichung: 20. August 2020                          |
| 2020 | Beldia Détail                                             | FR114 (1 Wo.)FR | — | — | Erstveröffentlichung: 3. September 2020                        |
| 2020 | 7 sur 7 Détail                                            | FR5 Platin · (9 Wo.)FR | BEW19 (3 Wo.)BEW | CH42 (1 Wo.)CH | Erstveröffentlichung: 23. September 2020 feat. Freeze Corleone |
| 2020 | Coffre plein Détail                                       | FR2 Diamant · (41 Wo.)FR | BEW7 (6 Wo.)BEW | CH19 (4 Wo.)CH | Erstveröffentlichung: 23. Oktober 2020 feat. Maes & Zed        |
| 2021 | Tue ça Cartel: vol. 1                                     | FR30 Gold · (12 Wo.)FR | — | — | Erstveröffentlichung: 3. Juni 2021 feat. SDM & Guy2Bezbar      |
| 2021 | Nintch –                                                  | FR72 (2 Wo.)FR | — | — | Erstveröffentlichung: 3. September 2021                        |
| 2021 | Shoot –                                                   | FR156 (1 Wo.)FR | — | — | Erstveröffentlichung: 11. November 2021                        |
| 2022 | La calle Mood2 (Vibe)                                     | FR33 Platin · (4 Wo.)FR | — | — | Erstveröffentlichung: 23. März 2022 mit Franglish              |
| 2022 | Aqua Mentalité                                            | FR34 Gold · (8 Wo.)FR | — | — | Erstveröffentlichung: 7. Juli 2022 mit RK                      |
| 2022 | Link In The Ends No Borders: European Compilation Project | FR68 (3 Wo.)FR | — | — | Erstveröffentlichung: 3. November 2022 mit Headie One          |
| 2023 | Une autre –                                               | FR27 (3 Wo.)FR | — | — | Erstveröffentlichung: 21. September 2023                       |
| 2023 | Vautours Chrome                                           | FR64 (1 Wo.)FR | — | — | Erstveröffentlichung: 5. Oktober 2023 mit Ziak                 |
| 2023 | Aller sans retour Frères ennemis                          | FR14 Gold · (3 Wo.)FR | BEW38 (1 Wo.)BEW | — | Erstveröffentlichung: 8. Dezember 2023 mit Zola                |
| 2024 | Temps en temps Frères ennemis                             | FR3 Diamant · (42 Wo.)FR | BEW10 Platin · (14 Wo.)BEW | CH56 (3 Wo.)CH | Erstveröffentlichung: 12. Januar 2024 mit Zola                 |
| 2024 | Freestyle BMF #2 –                                        | FR119 (1 Wo.)FR | — | — | Erstveröffentlichung: 26. Juni 2024                            |
| 2024 | Un peu d’amour –                                          | FR84 (3 Wo.)FR | — | — | Erstveröffentlichung: 5. Juli 2024                             |
| 2024 | 911 GOAT                                                  | FR6 Gold · (12 Wo.)FR | BEW49 (1 Wo.)BEW | CH67 (1 Wo.)CH | Erstveröffentlichung: 6. September 2024 mit Ninho & Niska      |
| Folgende Lieder erschienen nicht als Single, wurden aber durch das Album zum Download und Streaming bereitgestellt und konnten somit eine Platzierung erlangen: |                                                           | | | |                                                                |
| |                                                           | | | |                                                                |
| 2018 | Moments durs VII                                          | FR10 (5 Wo.)FR | — | — |                                                                |
| 2018 | Chambre 122 VII                                           | FR11 Gold · (16 Wo.)FR | — | — |                                                                |
| 2018 | Honey VII                                                 | FR18 (4 Wo.)FR | — | — |                                                                |
| 2018 | Suge VII                                                  | FR26 (4 Wo.)FR | — | — |                                                                |
| 2018 | Seven Binks VII                                           | FR32 (3 Wo.)FR | — | — | feat. Mafia Spartiate & Bolémvn                                |
| 2018 | Everyday VII                                              | FR33 (3 Wo.)FR | — | — |                                                                |
| 2018 | Tout VII                                                  | FR34 (3 Wo.)FR | — | — |                                                                |
| 2018 | Recul VII                                                 | FR39 (3 Wo.)FR | — | — |                                                                |
| 2018 | Intro VII                                                 | FR42 (2 Wo.)FR | — | — |                                                                |
| 2018 | Rachète VII                                               | FR57 (2 Wo.)FR | — | — |                                                                |
| 2018 | J’en veux VII                                             | FR76 (1 Wo.)FR | — | — |                                                                |
| 2018 | ORgueilleux VII                                           | FR141 (1 Wo.)FR | — | — |                                                                |
| 2019 | Quotidien L’affranchi                                     | FR14 Platin · (31 Wo.)FR | — | — | feat. Ninho                                                    |
| 2019 | Koba du 7 L’affranchi                                     | FR55 (2 Wo.)FR | — | — |                                                                |
| 2019 | C’est moi L’affranchi                                     | FR68 (3 Wo.)FR | — | — |                                                                |
| 2019 | Amitiés gâchées L’affranchi                               | FR69 (3 Wo.)FR | — | — |                                                                |
| 2019 | Quadrillé L’affranchi                                     | FR75 (2 Wo.)FR | — | — |                                                                |
| 2019 | Demain j’arrête L’affranchi                               | FR77 (2 Wo.)FR | — | — |                                                                |
| 2019 | Pour toi L’affranchi                                      | FR78 Gold · (2 Wo.)FR | — | — |                                                                |
| 2019 | Mélange L’affranchi                                       | FR80 (2 Wo.)FR | — | — |                                                                |
| 2019 | Quand j’étais petit L’affranchi                           | FR81 (2 Wo.)FR | — | — |                                                                |
| 2019 | Le magot L’affranchi                                      | FR90 (2 Wo.)FR | — | — |                                                                |
| 2019 | Guedro L’affranchi                                        | FR99 (2 Wo.)FR | — | — |                                                                |
| 2019 | O.G L’affranchi                                           | FR116 (1 Wo.)FR | — | — |                                                                |
| 2019 | La détaille L’affranchi (Deluxe)                          | FR108 (2 Wo.)FR | — | — |                                                                |
| 2019 | Pas comme les austres L’affranchi (Deluxe)                | FR191 (1 Wo.)FR | — | — |                                                                |
| 2020 | Encore Détail                                             | FR4 Platin · (14 Wo.)FR | — | CH62 (1 Wo.)CH | feat. Ninho                                                    |
| 2020 | Pas de reine Détail                                       | FR5 Gold · (6 Wo.)FR | — | CH75 (1 Wo.)CH | feat. Vald                                                     |
| 2020 | Omar Détail                                               | FR17 (4 Wo.)FR | — | — | feat. PLK                                                      |
| 2020 | En gros Détail                                            | FR26 (2 Wo.)FR | — | — |                                                                |
| 2020 | Dans l’avion Détail                                       | FR30 (2 Wo.)FR | — | — |                                                                |
| 2020 | 5H55 Détail                                               | FR32 (2 Wo.)FR | — | — |                                                                |
| 2020 | Chambre d’hotel Détail                                    | FR35 (2 Wo.)FR | — | — |                                                                |
| 2020 | Cité Détail                                               | FR36 (2 Wo.)FR | — | — |                                                                |
| 2020 | Helsinki Détail                                           | FR42 (2 Wo.)FR | — | — |                                                                |
| 2020 | Bedodo Détail                                             | FR50 (2 Wo.)FR | — | — |                                                                |
| 2020 | Feux éteints Détail                                       | FR54 (2 Wo.)FR | — | — |                                                                |
| 2020 | Céramique Détail                                          | FR55 (1 Wo.)FR | — | — |                                                                |
| 2020 | Déclic Détail                                             | FR61 (1 Wo.)FR | — | — |                                                                |
| 2021 | Daddy chocolat Cartel: vol. 1                             | FR2 Diamant · (69 Wo.)FR | BEW29 Gold · (17 Wo.)BEW | CH72 (8 Wo.)CH | feat. Gazo                                                     |
| 2021 | Cramé Cartel: vol. 1                                      | FR22 Gold · (6 Wo.)FR | — | — | feat. Oboy                                                     |
| 2021 | Batards Cartel: vol. 1                                    | FR99 (1 Wo.)FR | — | — | feat. Laylow                                                   |
| 2021 | Chercher l’or Cartel: vol. 1                              | FR103 (1 Wo.)FR | — | — | feat. Zkr & Landy                                              |
| 2021 | M Power Cartel: vol. 1                                    | FR130 (1 Wo.)FR | — | — |                                                                |
| 2021 | Kilos de beuh Cartel: vol. 1                              | FR143 (1 Wo.)FR | — | — | feat. Frenetik & Gianni                                        |
| 2021 | Doudou Cartel: vol. 1                                     | FR4 Diamant · (48 Wo.)FR | BEW— GoldBEW | — | feat. Naps                                                     |
| 2024 | Amiri Jeans Frères ennemis                                | FR9 (3 Wo.)FR | BEW41 (1 Wo.)BEW | — | mit Zola                                                       |
| 2024 | Synthese Frères ennemis                                   | FR34 (2 Wo.)FR | — | — |                                                                |
| 2024 | C’est non Frères ennemis                                  | FR37 (1 Wo.)FR | — | — | mit Zola                                                       |
| 2024 | Parano Frères ennemis                                     | FR42 (1 Wo.)FR | — | — | mit Zola                                                       |
| 2024 | Un billet Frères ennemis                                  | FR43 (2 Wo.)FR | — | — | mit Zola                                                       |
| 2024 | Mexicana Frères ennemis                                   | FR50 (1 Wo.)FR | — | — | mit Zola                                                       |
| 2024 | Roulette russe Frères ennemis                             | FR52 (1 Wo.)FR | — | — | mit Zola                                                       |
| 2024 | Dans la nuit Frères ennemis                               | FR58 (1 Wo.)FR | — | — | mit Zola                                                       |
| 2024 | Frères ennemis                                            | FR61 (1 Wo.)FR | — | — | mit Zola                                                       |

### Gastbeiträge
| Jahr | Titel Album                              | Höchstplatzierung, Gesamtwochen, AuszeichnungChartplatzierungen (Jahr, Titel, Album, Platzierungen, Wochen, Auszeichnungen, Anmerkungen) | Höchstplatzierung, Gesamtwochen, AuszeichnungChartplatzierungen (Jahr, Titel, Album, Platzierungen, Wochen, Auszeichnungen, Anmerkungen) | Höchstplatzierung, Gesamtwochen, AuszeichnungChartplatzierungen (Jahr, Titel, Album, Platzierungen, Wochen, Auszeichnungen, Anmerkungen) | Anmerkungen                                                                                      |
| Jahr | Titel Album                              | FR | BEW | CH | Anmerkungen                                                                                      |
| --- | ---------------------------------------- | --- | --- | --- | ------------------------------------------------------------------------------------------------ |
| 2019 | Binks Depuis minot                       | FR16 Gold · (19 Wo.)FR | — | — | Erstveröffentlichung: 31. Mai 2019 100 Blaze feat. Koba LaD                                      |
| 2020 | Tout est calé 5ème chambre               | FR28 Gold · (6 Wo.)FR | — | — | Erstveröffentlichung: 23. Januar 2020 Chily feat. Koba LaD                                       |
| 2020 | Valise Midnight                          | FR46 Gold · (14 Wo.)FR | — | — | Erstveröffentlichung: 5. März 2020 Rim'K feat. Koba LaD                                          |
| 2020 | Titulaires Ocho                          | FR52 Gold · (4 Wo.)FR | — | — | Erstveröffentlichung: 10. September 2020 SDM feat. Koba LaD                                      |
| 2020 | Poursuite Dans les mains                 | FR70 Gold · (4 Wo.)FR | — | — | Erstveröffentlichung: 9. Oktober 2020 Zkr feat. Koba LaD                                         |
| 2021 | Trop dedans La pépite                    | FR83 (2 Wo.)FR | — | — | Erstveröffentlichung: 14. Mai 2021 Denzo feat. Koba LaD                                          |
| 2021 | Jour de paye Boîte Noire                 | FR68 (1 Wo.)FR | — | — | Erstveröffentlichung: 3. September 2021 Rimkus feat. Koba LaD & Lacrim                           |
| 2021 | Reda (partie 3) –                        | FR49 Gold · (2 Wo.)FR | — | — | Erstveröffentlichung: 10. Dezember 2021 Lacrim feat. Mister You, Koba LaD, Niro & Le Rat Luciano |
| 2022 | Chic choc Vol 169 Atterrissage           | FR74 Gold · (8 Wo.)FR | — | — | Erstveröffentlichung: 31. März 2022 Bolémvn feat. Koba LaD                                       |
| 2022 | Sur Paname –                             | FR171 (1 Wo.)FR | — | — | Erstveröffentlichung: 5. August 2022 Ici C’est Paris feat. Bolémvn & Koba LaD                    |
| 2022 | 8 ans de salaire Cloud                   | FR145 (1 Wo.)FR | — | — | Erstveröffentlichung: 15. Dezember 2022 Marwa Loud feat. Koba LaD                                |
| 2023 | Immonde –                                | FR43 (6 Wo.)FR | — | — | Erstveröffentlichung: 8. September 2023 Leto feat. Koba LaD                                      |
| Folgende Lieder erschienen nicht als Single, wurden aber durch das Album zum Download und Streaming bereitgestellt und konnten somit eine Platzierung erlangen: |                                          | | | |                                                                                                  |
| |                                          | | | |                                                                                                  |
| 2018 | Chargé Un jour ou l’autre                | FR65 (3 Wo.)FR | — | — | GLK feat. RK & Koba LaD                                                                          |
| 2019 | George Moula En esprit                   | FR21 (8 Wo.)FR | — | — | Heuss l’Enfoiré feat. Koba LaD                                                                   |
| 2019 | La vivance Destin                        | FR11 Gold · (14 Wo.)FR | — | — | Ninho feat. Koba LaD                                                                             |
| 2019 | La patate Rêves de Gosse                 | FR98 (4 Wo.)FR | — | — | RK feat. Koba LaD                                                                                |
| 2019 | Tous les couler Mr Sal                   | FR10 Gold · (7 Wo.)FR | — | — | Niska feat. Koba LaD                                                                             |
| 2019 | TPB Poison ou antidote                   | FR11 Gold · (11 Wo.)FR | — | — | Dadju feat. Koba LaD                                                                             |
| 2019 | The Wire Zone 59                         | FR176 (1 Wo.)FR | — | — | Gradur feat. Koba LaD                                                                            |
| 2020 | Smic Vol 169                             | FR193 (1 Wo.)FR | — | — | Bolémvn feat. Koba LaD                                                                           |
| 2020 | Grand Paris 2 Grand Médine               | FR51 (2 Wo.)FR | — | — | Médine feat. Koba LaD, Pirate, Larry, Oxmo Puccino & Rémy                                        |
| 2021 | Maxi boule Anarchiste                    | FR135 (1 Wo.)FR | — | — | Bolémvn feat. Koba LaD                                                                           |
| 2021 | LTDP Karma                               | FR96 (2 Wo.)FR | — | — | GLK feat. Koba LaD                                                                               |
| 2022 | Barrio Jusqu’aux étoiles                 | FR137 (1 Wo.)FR | — | — | Leto & Guy2bezbar feat. Koba LaD                                                                 |
| 2023 | Velar Omerta                             | FR12 Gold · (7 Wo.)FR | — | — | Maes feat. Koba LaD                                                                              |
| 2023 | La danse du roro En temps réel           | FR5 Gold · (9 Wo.)FR | — | — | Naps feat. Koba LaD                                                                              |
| 2023 | En vérité Plus Comme Avant               | FR140 (1 Wo.)FR | — | — | L2B feat. Koba LaD                                                                               |
| 2023 | Pangara Day One                          | FR130 (1 Wo.)FR | — | — | Kaaris feat. Koba LaD                                                                            |
| 2024 | You Can’t See Me Capitale du crime radio | FR155 (1 Wo.)FR | — | — | La Fouine feat. Koba LaD                                                                         |